# Туванское сельское поселение
Тува́нское се́льское поселе́ние (чув. Тăванкасси ял тӑрӑхӗ) — упразднённое муниципальное образование в составе Шумерлинского района Чувашской Республики. 
Административный центр — село Туваны.
Законом Чувашской Республики от 14.05.2021 № 31 к 24 мая 2021 году упразднено в связи с преобразованием Шумерлинского района в муниципальный округ.

## Состав сельского поселения
| № | Населённый пункт | Тип населённого пункта          | Население |
| - | ---------------- | ------------------------------- | --------- |
| 1 | Туваны           | деревня                         | ↗373      |
| 2 | Калиновка        | посёлок                         | ↗4        |
| 3 | Малые Туваны     | деревня, административный центр | ↗287      |
| 4 | Лесные Туваны    | деревня                         | ↗523      |

## Экономика
На территории сельского поселения расположены:
- ООО"Агрофирма "Алёнушка""»;
- Филиал Шумерлинского отделения сбербанка России;
- Туванское отделение связи.

## Социальная сфера
- ООУ «Туванская СОШ»;
- Туванская сельская модельная библиотека;
- Леснотуванский фельдшерско-акушерский пункт.